# ATP World Tour Finals 2011
L'ATP World Tour Finals 2011 (chiamato anche Barclays ATP World Tour Finals 2011 per motivi di sponsorizzazione) è stato un torneo di tennis che si è disputato a Londra, nel Regno Unito, dal 20 al 27 novembre 2011 sul campo di cemento indoor dell'O2 Arena. È stato l'evento conclusivo dell'ATP World Tour 2011, a cui hanno partecipato i primi 8 giocatori della classifica ATP di singolare e le prime 8 coppie della classifica di doppio. Si è trattato della 42ª edizione per quanto riguarda il torneo di singolare e della 37ª per quanto riguarda quello di doppio.

I campioni uscenti erano Roger Federer nel singolare e la coppia Nestor/Zimonjic nel doppio. Questi ultimi non hanno difeso il titolo assieme, ma in coppia rispettivamente con Michaël Llodra e Maks Mirny.

## Qualificazioni

### Regolamento[2]
Gli 8 giocatori che hanno accumulato il maggior numero di punti validi nei tornei del Grande Slam, dell'ATP World Tour 2011 e nella Coppa Davis 2011 ottengono la qualificazione per il torneo. I punti validi comprendono tutti quelli ottenuti nel 2011, più quelli derivati dalla finale di Coppa Davis 2010 e da tutti i tornei Challenger disputati dopo l'ATP World Tour Finals 2010.
Per qualificarsi, un giocatore che ha terminato la stagione 2010 fra i primi 30 deve partecipare ai quattro tornei Slam e ad otto tornei ATP World Tour Masters 1000 nel corso del 2011. Inoltre vengono conteggiati per la classifica i suoi 4 migliori risultati nei tornei ATP World Tour 500 series e i migliori 2 nei tornei ATP World Tour 250 series. Ai giocatori che non parteciperanno ad uno di questi eventi vengono conteggiati 0 punti per il torneo. Il Monte-Carlo Rolex Masters è diventato facoltativo dal 2009, e se un giocatore decide di parteciparvi il risultato sarà conteggiato come uno dei 4 tornei 500. La Coppa Davis viene anch'essa conteggiata come un torneo 500, se il giocatore non avrà disputato un numero sufficiente di tornei di questa fascia, e se non avrà ottenuto risultati migliori nei 250 o nei Challenger. Il World Team Championships viene conteggiato come torneo 250, se il giocatore non ha disputato abbastanza tornei di questa fascia. Se il giocatore (ad esempio per infortunio) non può partecipare ai tornei prestabiliti, nei 18 tornei validi per la classifica vengono conteggiati i risultati migliori nei tornei 250 o Challenger.
Un giocatore che è impossibilitato a partecipare ai tornei a causa di un infortunio, non riceve alcuna penalità. L'ATP World Tour Finals 2011 conterà come un 19º torneo aggiuntivo nella classifica degli otto qualificati.

### Singolare
| Qualificati | Qualificati        | Qualificati            | Qualificati | Qualificati |
| Nº          | Giocatore          | Data di qualificazione | Punti       |             |
| ----------- | ------------------ | ---------------------- | ----------- | ----------- |
| 1           | Novak Đoković      | 15 maggio              | 13.475      |             |
| 2           | Rafael Nadal       | 8 giugno               | 9.375       |             |
| 3           | Andy Murray        | 2 settembre            | 7.380       |             |
| 4           | Roger Federer      | 3 settembre            | 5.850       |             |
| 5           | David Ferrer       | 13 ottobre             | 4.480       |             |
| 6           | Tomáš Berdych      | 10 novembre            | 3.120       |             |
| 7           | Jo-Wilfried Tsonga | 10 novembre            | 3.115       |             |
| 8           | Mardy Fish         | 10 novembre            | 2.965       |             |

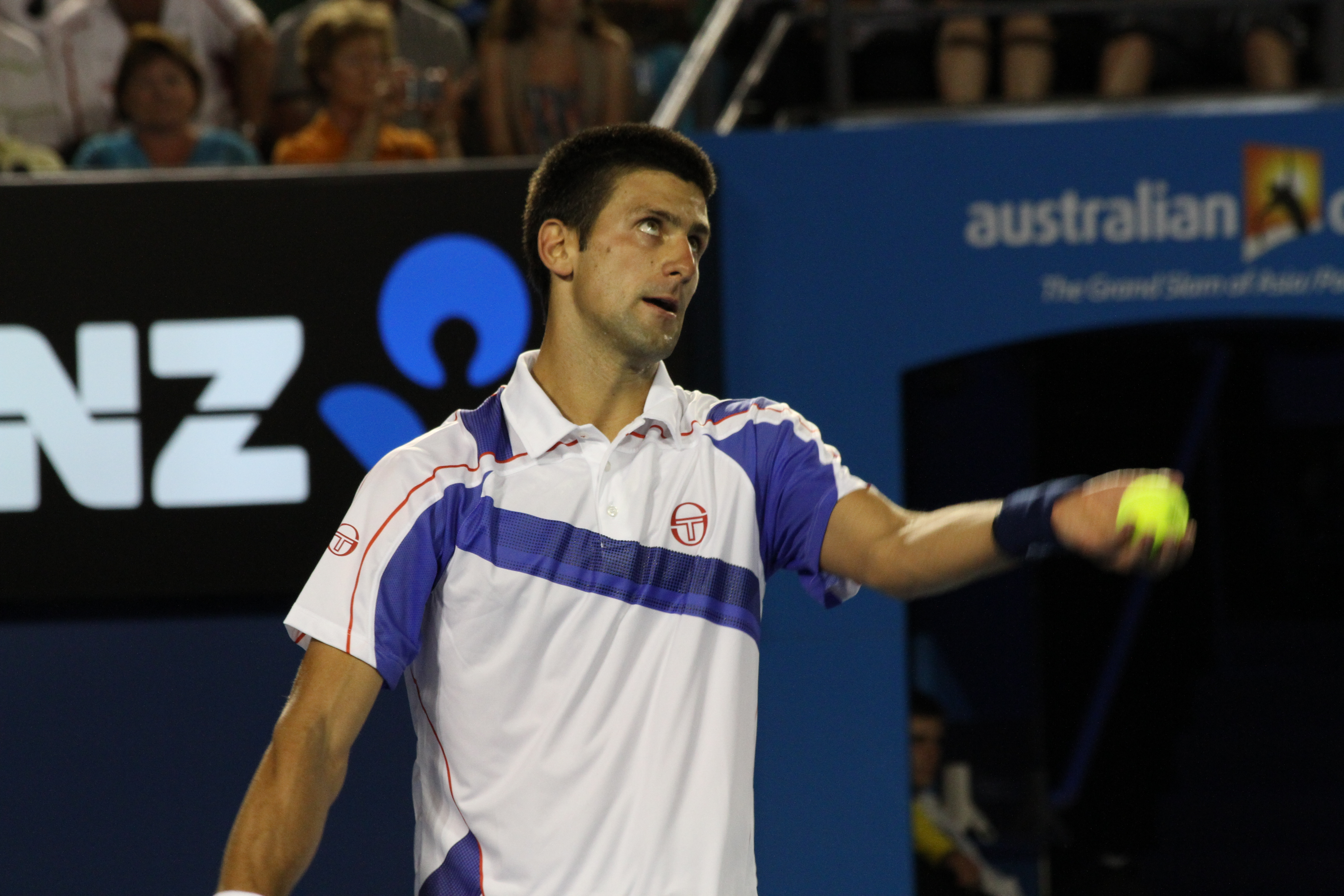
Il nuovo nº1 del mondo, Novak Đoković.

Il 15 maggio, dopo aver raggiunto la finale agli Internazionali d'Italia, Novak Đoković è stato il primo a qualificarsi al torneo.

La stagione di Novak Đoković inizia con la vittoria agli Australian Open di Melbourne, seguita dai trionfi nei tornei successivi: Dubai (battendo Federer in finale), Indian Wells (b. Nadal), Miami (b. Nadal), Belgrado (b. Lopez), Madrid (b. Nadal) e Roma (b. Nadal). L'incredibile serie di 43 vittorie consecutive si interrompe soltanto nella semifinale del Roland Garros per mano di Roger Federer, che era stato anche l'ultimo a sconfiggerlo al Masters 2010. Ðokovic riprende subito a vincere conquistando il suo primo titolo sull'erba di Wimbledon e, dopo la pausa estiva, la Rogers Cup di Montréal (b. Fish). La seconda sconfitta arriva in finale a Cincinnati, dove Novak deve arrendersi a Murray, ritirandosi per un infortunio alla spalla nel corso del terzo set. A New York però Ðokovic dà il meglio di sé, raggiungendo la finale dopo aver annullato in semifinale 2 match point a Federer, e qui batte per la sesta volta consecutiva Nadal, aggiudicandosi il terzo Slam della stagione e il quarto in carriera. Durante la semifinale di Coppa Davis contro l'Argentina però Novak è costretto ancora una volta al ritiro per un infortunio ai muscoli intercostali che lo terrà fuori fino al torneo di Basilea. Qui arriva la quarta sconfitta dell'anno per mano di Kei Nishikori, e la settimana seguente, a Parigi-Bercy, Nole dà forfait prima del match di quarti di finale contro Tsonga per il riacutizzarsi del problema alla spalla, già avvertito a Basilea.

Questa è la sua quinta partecipazione al Masters; il miglior risultato è la vittoria nel 2008.

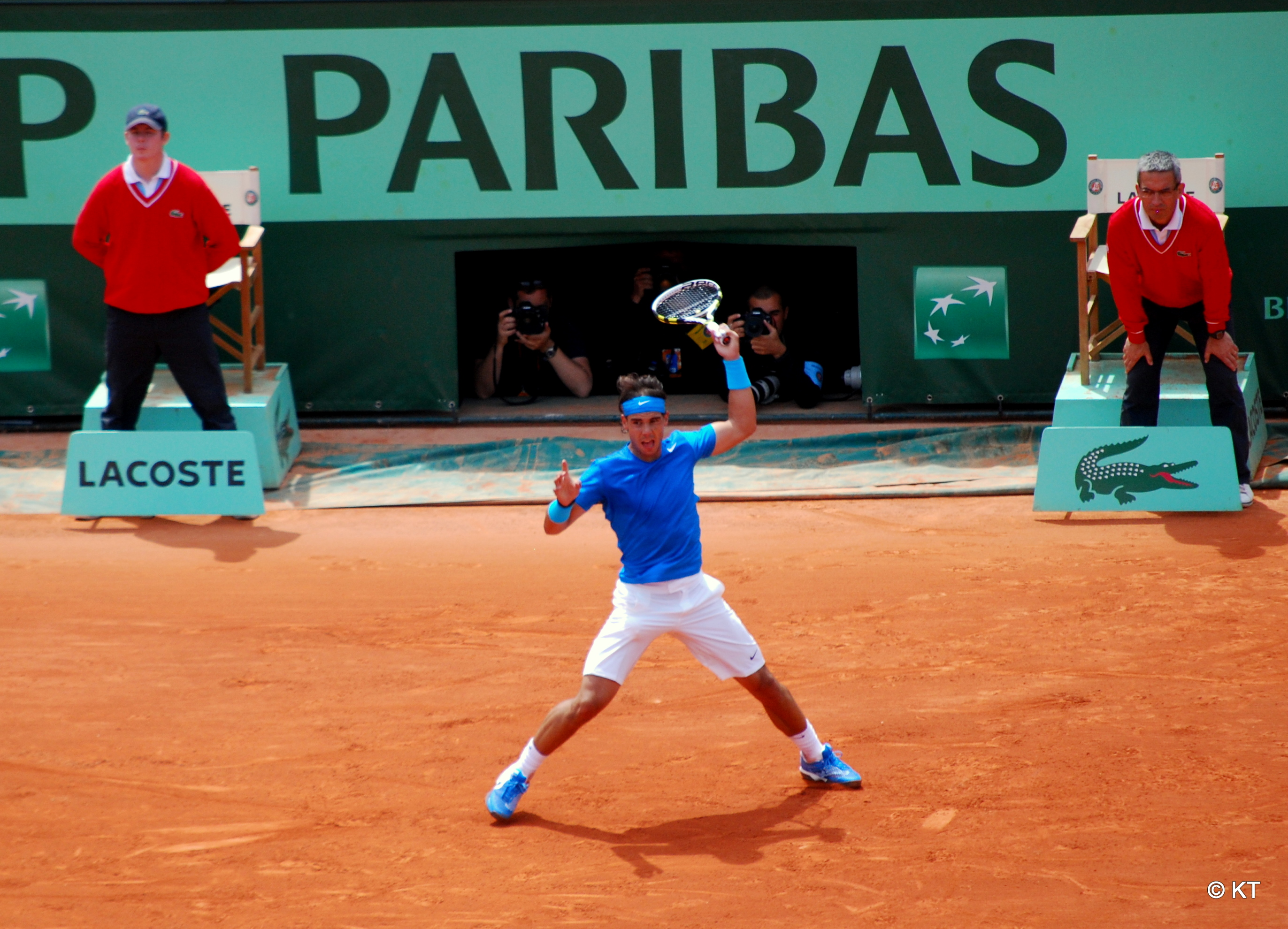
Rafael Nadal, vincitore del Roland Garros e di altri 2 titoli.

L'8 giugno, raggiungendo il terzo turno al Queen's, Rafael Nadal si qualifica per il Masters.

Rafael Nadal inizia l'anno con una sconfitta in semifinale a Doha per mano di Davydenko, e pochi giorni dopo si infortuna ai quarti di finale dell'Australian Open, venendo eliminato da Ferrer. Da questo punto in poi i suoi risultati sono condizionati dallo straordinario stato di forma di Ðokovic: Nadal infatti perde in finale contro il serbo a Indian Wells, Miami, Madrid e Roma, mentre riesce ad aggiudicarsi i titoli di Monte Carlo (b. Ferrer) e Barcellona (b. Ferrer), oltre al suo sesto Roland Garros (b. Federer). Dopo i quarti di finale al Queen's (s. Tsonga), raggiunge la quinta finale consecutiva a Wimbledon, ma perde ancora contro Ðokovic, cedendogli anche il trono del ranking mondiale. Due eliminazioni premature a Montréal (s. Dodig) e Cincinnati (s. Fish), e Nadal raggiunge la finale agli US Open, ma per la sesta volta viene sconfitto da Ðokovic. Lo spagnolo torna sui campi a Tokyo, ma viene battuto in finale da Murray, mentre a Shanghai è eliminato al terzo turno da Mayer.

Questa è la sua settima qualificazione consecutiva al Masters, ma solo la quinta partecipazione; il miglior risultato è la finale raggiunta nel 2010.

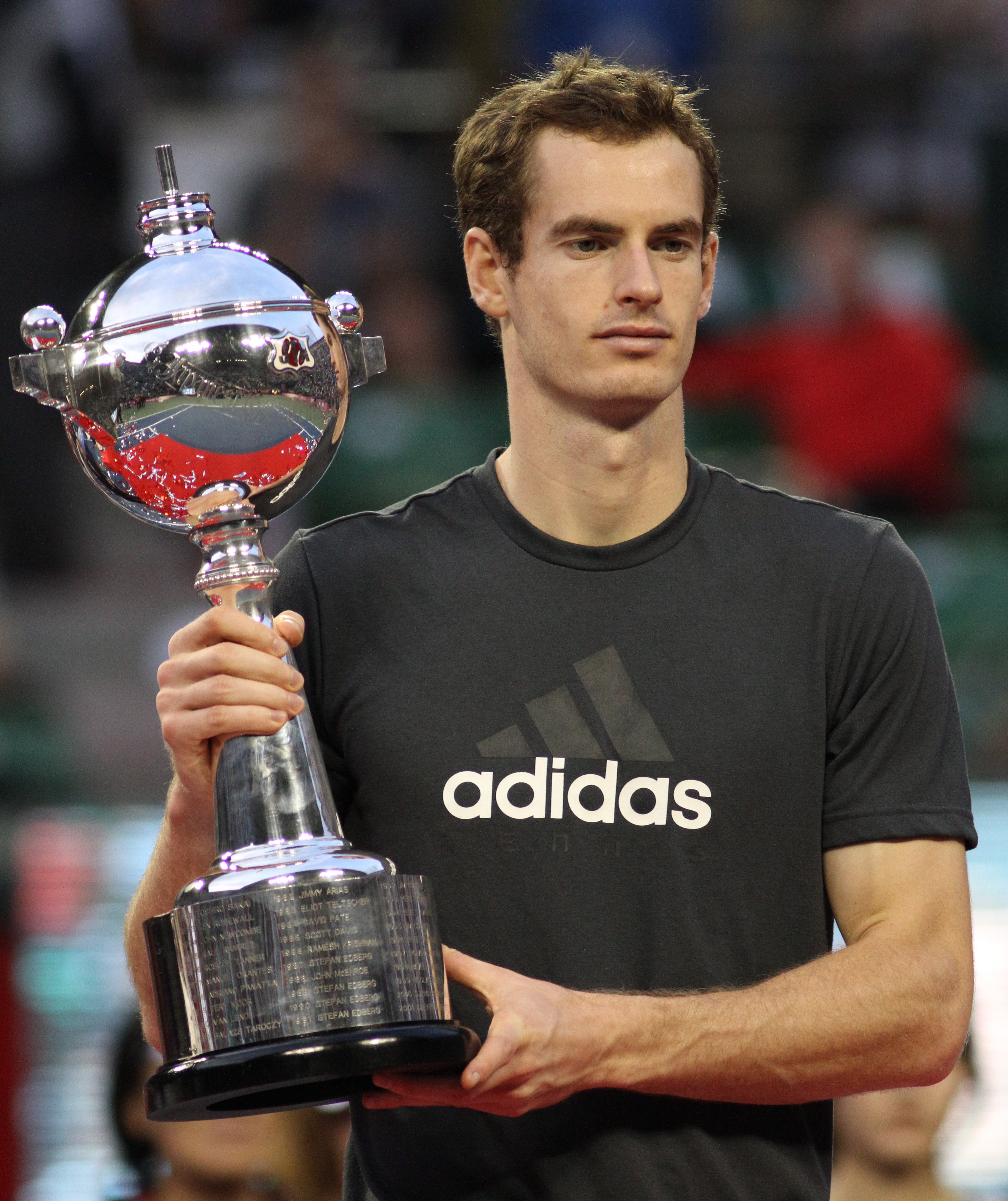
Andy Murray, finalista degli Australian Open e vincitore di 5 titoli.

Il 2 settembre, raggiungendo il terzo turno agli US Open, Andy Murray si qualifica per le finali di Londra.
Andy Murray esordisce raggiungendo la finale degli Australian Open, dove viene sconfitto da Ðokovic. Dopo tre sconfitte nei tornei di Rotterdam, Indian Wells e Miami, Andy si riprende sulla terra rossa, arrivando in semifinale a Monte Carlo (s. Nadal) e a Roma (s. Ðokovic). Al Roland Garros riesce per la prima volta in carriera ad arrivare in semifinale, ma deve arrendersi a Nadal. Dopo la vittoria nel torneo del Queen's (b. Tsonga), lo scozzese raggiunge la terza semifinale consecutiva a Wimbledon, ma anche qui viene fermato da Nadal. Il secondo titolo dell'anno arriva a Cincinnati, dove Murray infligge la seconda sconfitta stagionale a Ðokovic; agli US Open completa l'impresa di raggiungere tutte e quattro le semifinali nei tornei dello Slam, ma ancora una volta viene sconfitto da Nadal. I risultati migliori Andy li raggiunge in Asia, vincendo tre titoli in tre settimane: Bangkok (b. Young), Tokyo (b. Nadal) e Shanghai (b. Ferrer). Dopo un infortunio al gluteo che lo costringe al ritiro dal torneo di Basilea, viene sconfitto da Berdych ai quarti di Parigi-Bercy.

Questa è la sua quarta partecipazione al Masters; i migliori risultati sono le semifinali raggiunte nel 2008 e 2010.

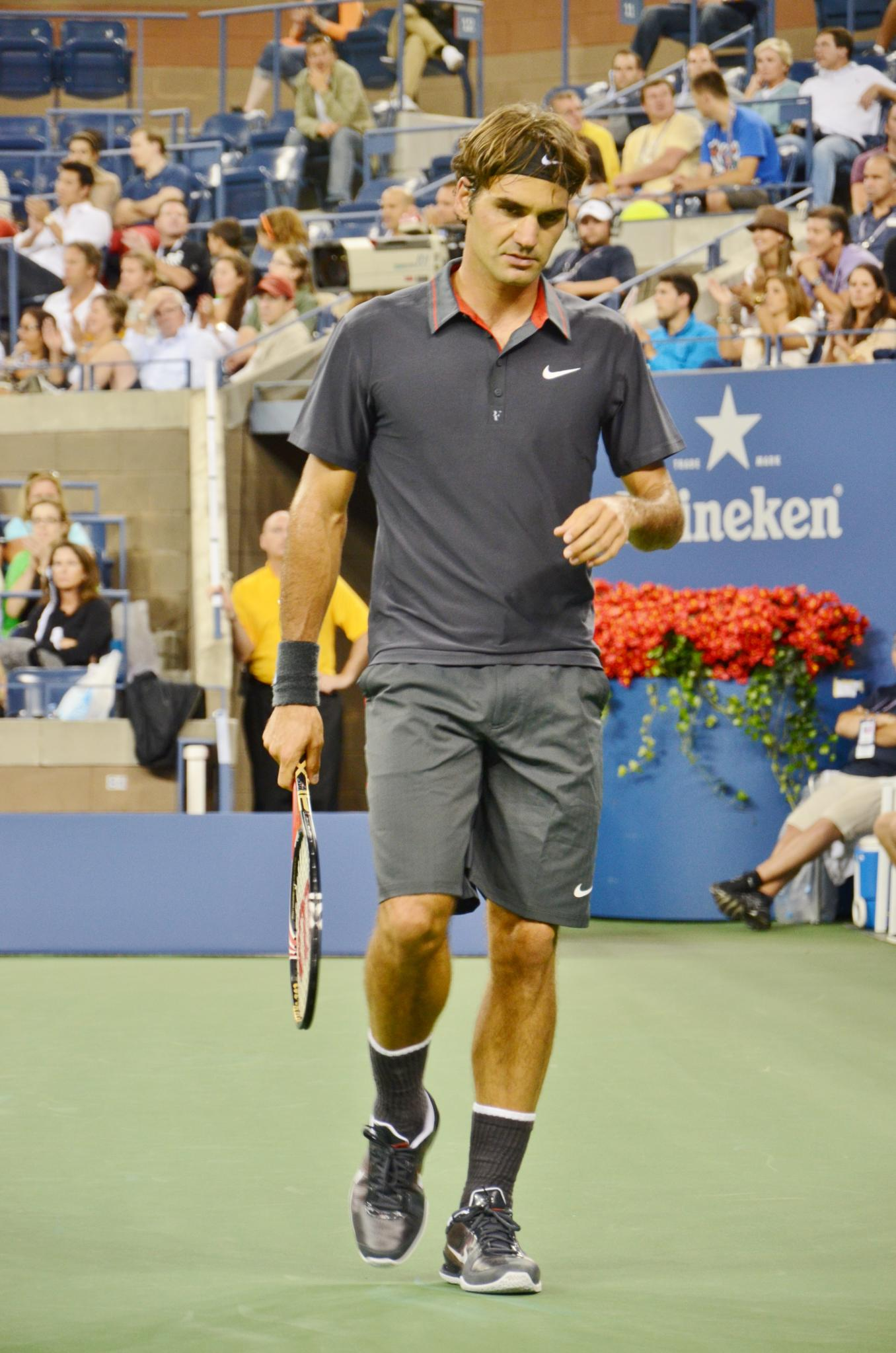
Roger Federer, detentore del titolo e finalista del Roland Garros.

Il 3 settembre, raggiungendo il quarto turno agli US Open 2011, Roger Federer si qualifica per la decima volta consecutiva al Masters.

L'anno di Roger Federer inizia con la vittoria a Doha (b. Davydenko), ma agli Australian Open si arrende a Ðokovic in semifinale. Sconfitto ancora da Ðokovic nella finale di Dubai e in semifinale a Indian Wells, e da Nadal in semifinale a Miami, lo svizzero cede la seconda posizione nella classifica mondiale al serbo. Sulla terra rossa europea Roger viene sconfitto da Melzer ai quarti di Monte Carlo, da Nadal nella semifinale di Madrid, e da Gasquet al terzo turno di Roma. A dispetto di questi risultati non brillanti, Federer raggiunge la finale al Roland Garros (s. Nadal), infliggendo a Ðokovic in un'epica semifinale la prima sconfitta della stagione. A Wimbledon Roger si ferma ai quarti di finale, facendosi rimontare un vantaggio di 2 set a 0 da Tsonga. Nei Masters americani di Montréal e Cincinnati non brilla, ma agli US Open raggiunge l'ottava semifinale consecutiva, venendo tuttavia sconfitto da Ðokovic dopo aver mancato due match point. Al rientro a Basilea lo svizzero conquista il quinto titolo nel torneo di casa, e la settimana seguente riesce per la prima volta in carriera a vincere il torneo di Parigi-Bercy.

Questa è la sua decima partecipazione al Masters; i migliori risultati sono le cinque vittorie ottenute nel 2003, 2004, 2006, 2007 e 2010.

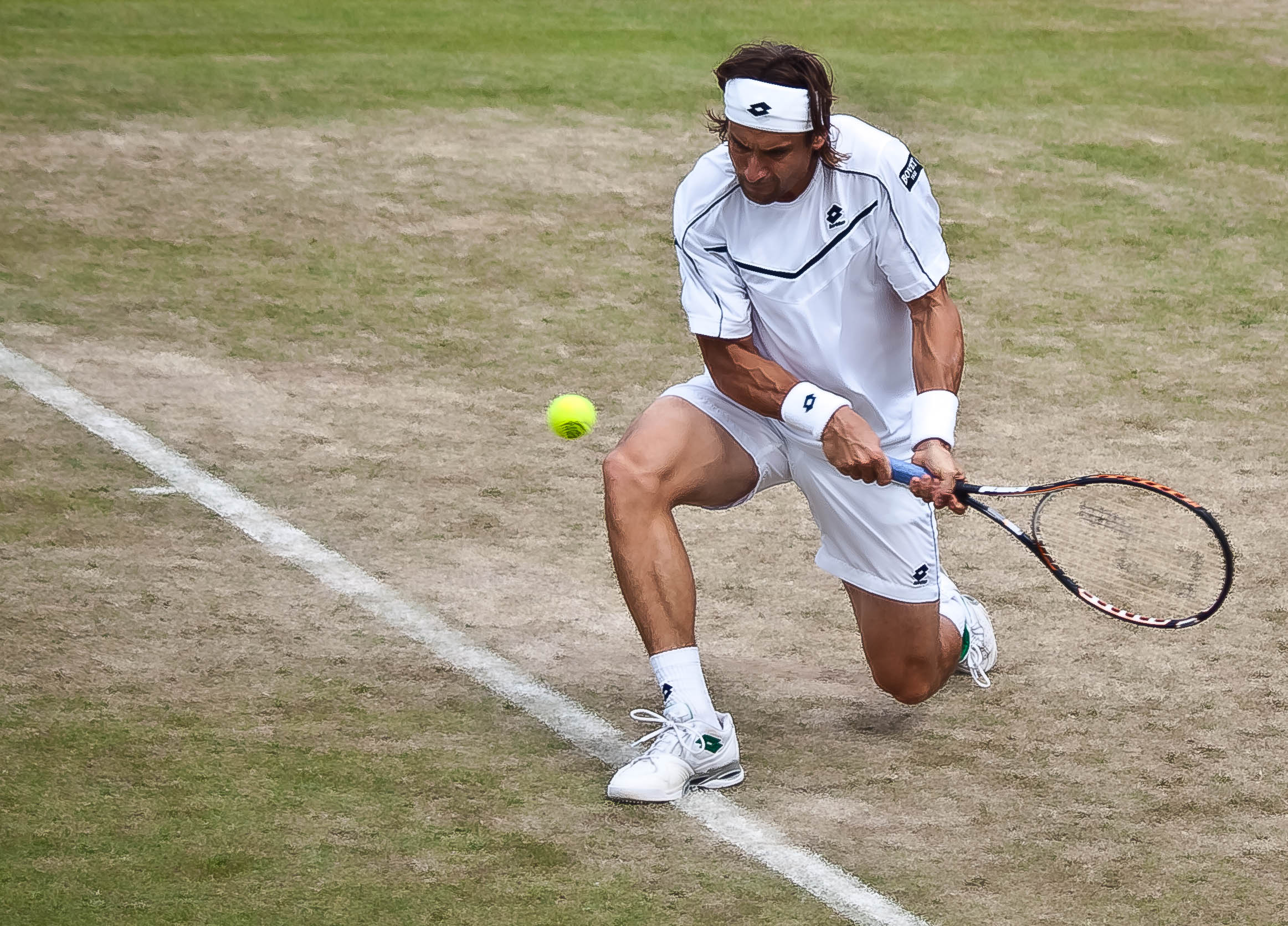
David Ferrer, semifinalista degli Australian Open e vincitore di 2 titoli.

Il 13 ottobre, raggiungendo i quarti di finale a Shanghai, David Ferrer si qualifica per il Masters.

David Ferrer esordisce a gennaio con la vittoria ad Auckland (b. Nalbandian), e prosegue nell'ottimo momento di forma con la sua seconda semifinale Slam in carriera all'Australian Open (s. Murray): nei quarti del torneo ottiene la sua prima vittoria in 3 set su Nadal, mettendo fine alla striscia di 7 sconfitte consecutive contro il più titolato connazionale. Riesce quindi a difendere il titolo ad Acapulco (b. Almagro), e dopo la precoce eliminazione da Indian Wells e i quarti a Miami raggiunge la finale al Masters di Monte Carlo (s. Nadal). Dopo i quarti di finale a Madrid, si ferma al quarto turno sia al Roland Garros (s. Monfils) che a Wimbledon (s. Tsonga). Arriva in finale a Båstad (s. Söderling) e al quarto turno degli US Open (s. Roddick), per poi giocarsi la finale di Shanghai, dove si arrende a Murray, e i quarti di Parigi-Bercy (s. Isner).

Questa è la sua terza partecipazione al Masters; il miglior risultato è la finale raggiunta nel 2007.

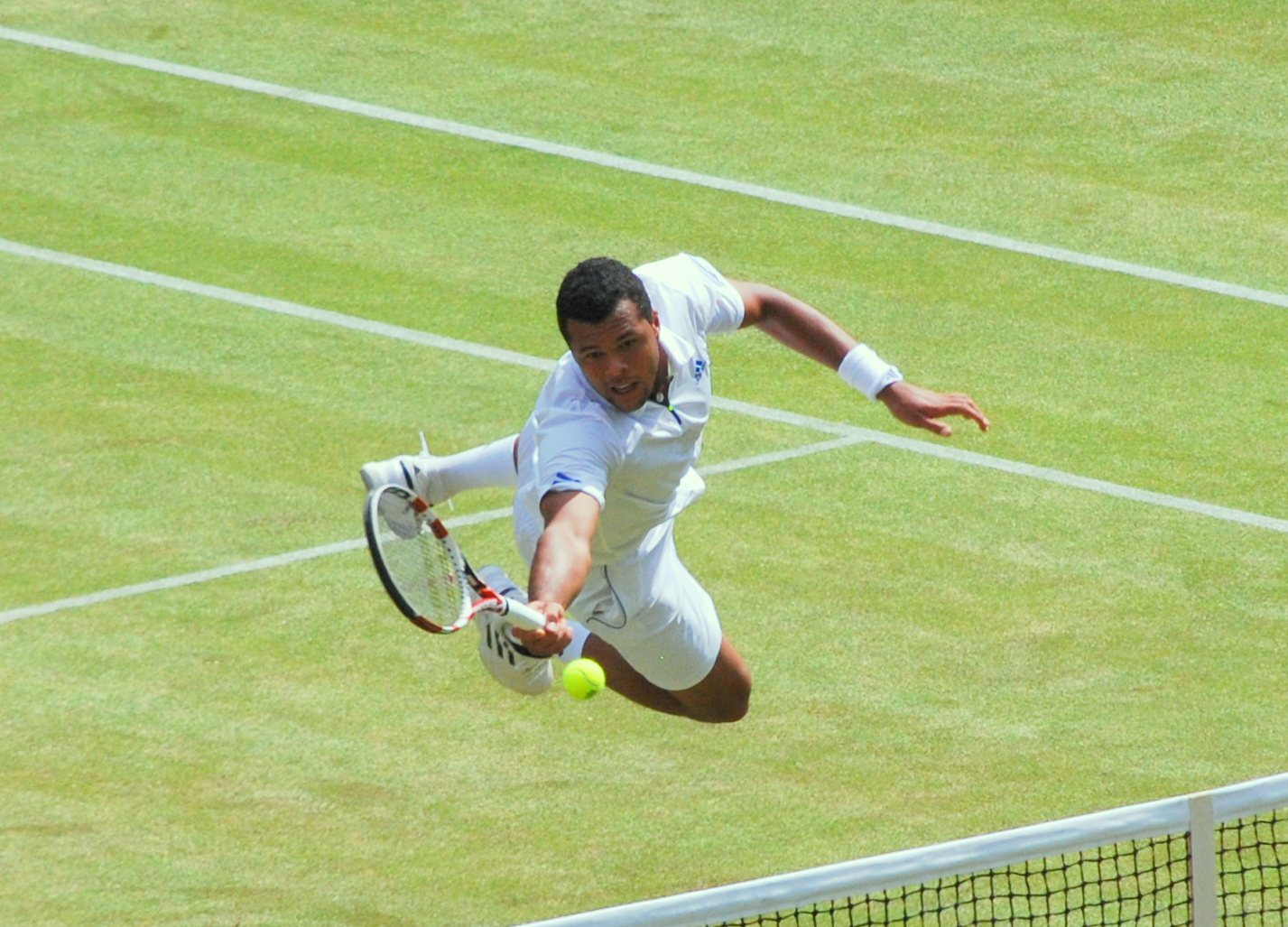
Jo-Wilfried Tsonga, semifinalista a Wimbledon e vincitore di 2 titoli.

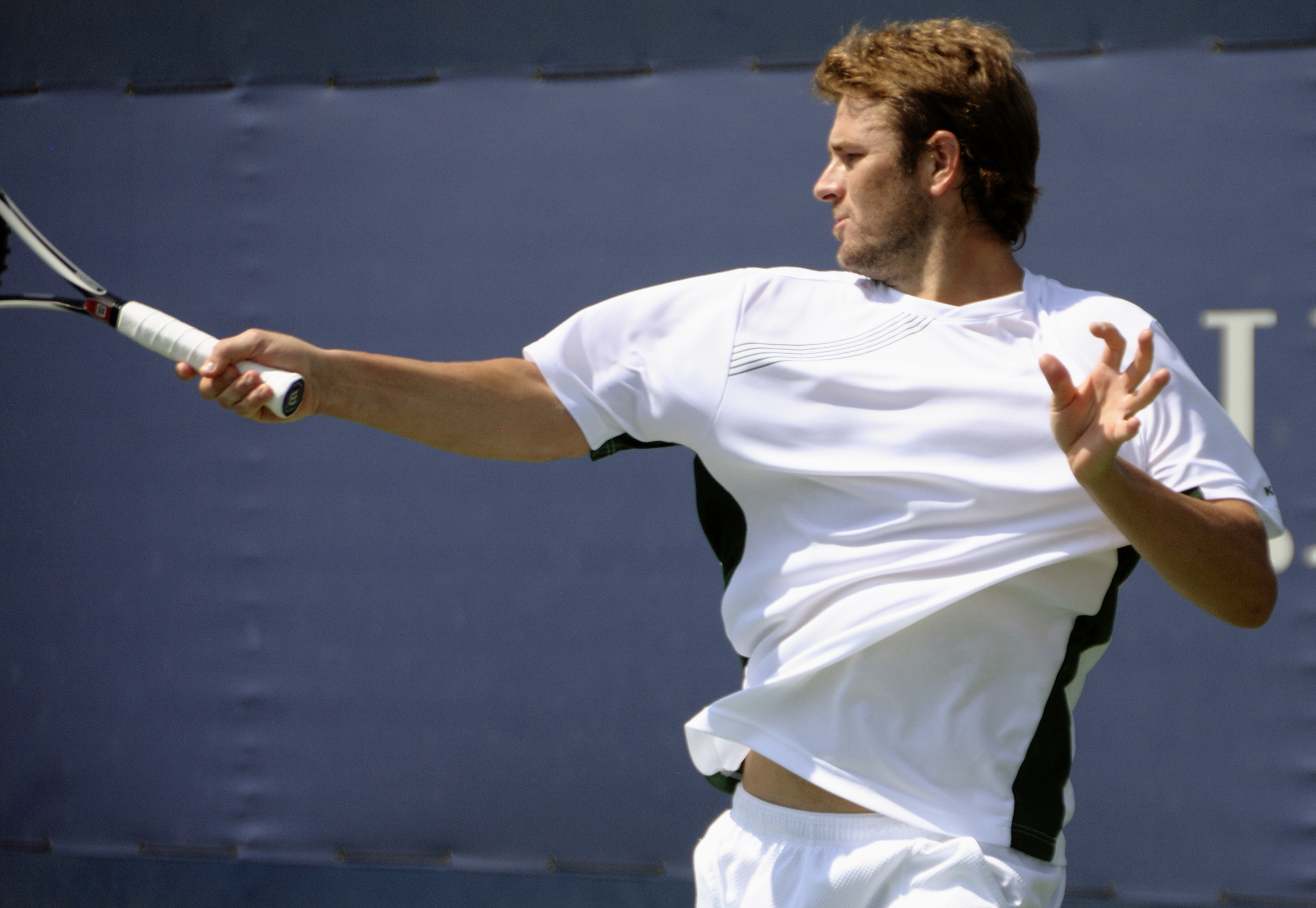
Mardy Fish fa il suo esordio nel torneo conclusivo della stagione.

Il 10 novembre, dopo la sconfitta di Janko Tipsarević per mano di Berdych, Jo-Wilfried Tsonga si qualifica per il Masters.

Reduce da un infortunio patito a fine 2010, Jo-Wilfried Tsonga fa il suo esordio agli Australian Open, fermandosi però al terzo turno per mano di Dolhopolov. Poche settimane più tardi tuttavia raggiunge la sua prima finale da ottobre 2009 a Rotterdam, venendo sconfitto da Robin Söderling. Scivolato fuori dalla top-20 ed eliminato al terzo turno al Roland Garros, la risalita inizia con la sua prima finale sull'erba al Queen's (s. Murray), seguita poi dalla semifinale a Wimbledon (s. Ðokovic), impreziosita dalla rimonta da sotto 2 set a 0 contro Federer ai quarti. Sul cemento americano spiccano la semifinale a Montréal (s. Ðokovic) e i quarti agli US Open (s. Federer), seguiti dai due titoli sul cemento indoor di Metz (b. Ljubicic) e Vienna (b. del Potro) e dalla finale di Parigi-Bercy (s. Federer).

Questa è la sua seconda partecipazione al Masters, dopo l'eliminazione nel round robin del 2008.

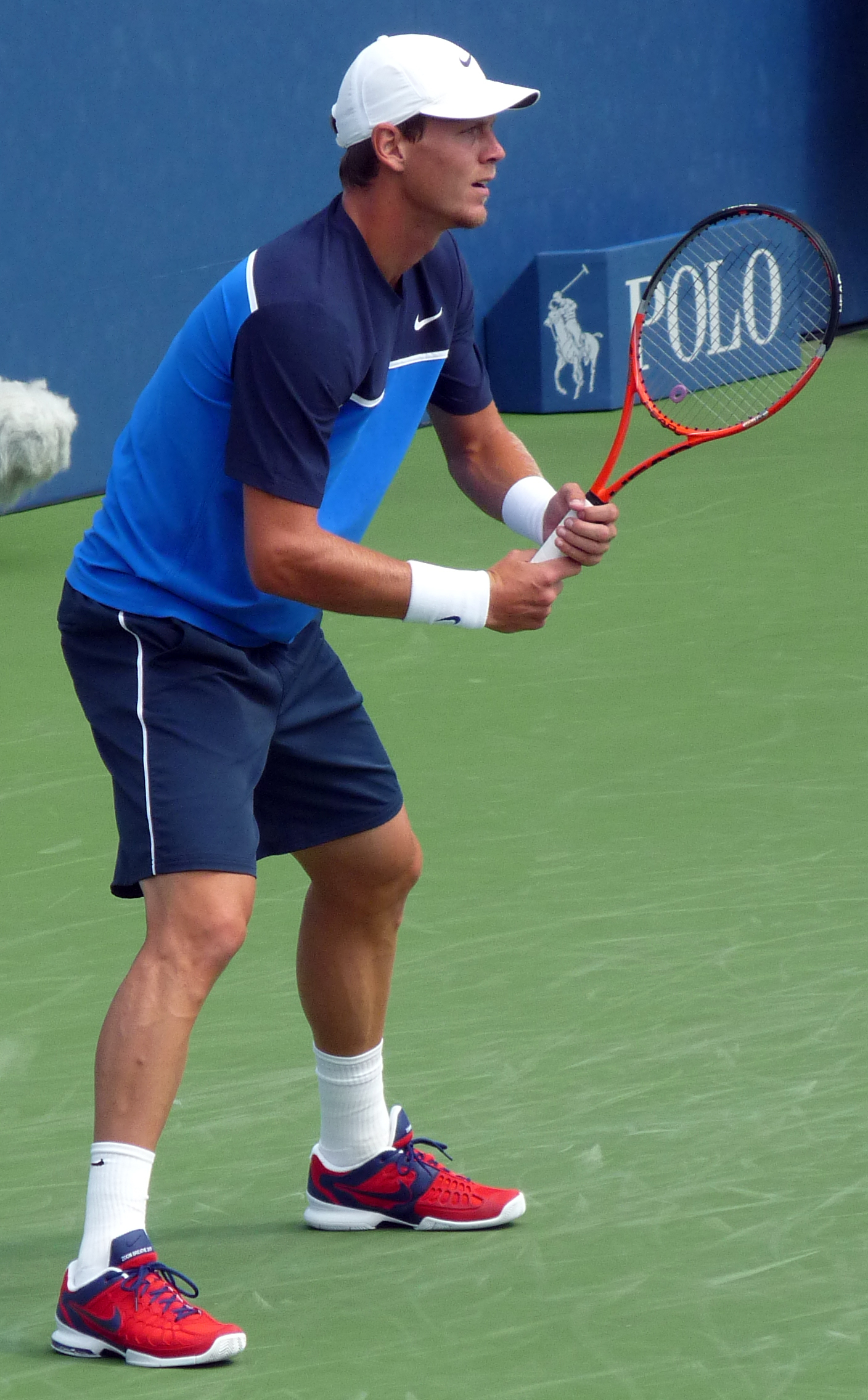
Tomáš Berdych, alla sua seconda partecipazione consecutiva al Masters.

Il 10 novembre, raggiungendo i quarti di finale a Parigi-Bercy, Tomáš Berdych si qualifica per le finali di Londra.

Tomáš Berdych inizia la stagione con la semifinale a Chennai (s. Wawrinka), seguita dai quarti agli Australian Open, dove si arrende al futuro vincitore Ðokovic. Dopo un infortunio in febbraio ottiene risultati altalenanti nei tornei su cemento e terra rossa, migliori risultati i quarti a Miami, Madrid e Roma, fino alla inaspettata sconfitta al primo turno al Roland Garros, arrivata al quinto set per mano del francese Stéphane Robert, e agli ottavi a Wimbledon, eliminato a Fish. Nei Masters americani perde ai quarti di Montréal  (s. Tipsarevic) e in semifinale a Cincinnati, dove si infortuna alla spalla nel suo match contro Ðokovic. Agli US Open esce prematuramente al terzo turno per un riacutizzarsi del problema alla spalla, che lo costringe al ritiro contro Tipsarevic. Torna in campo a Pechino, dove riesce a conquistare il primo titolo dal 2009 (b. Cilic), e a Parigi-Bercy, dove si arrende in semifinale contro Federer dopo aver battuto Murray ai quarti.

Questa è la sua seconda partecipazione consecutiva al Masters, dopo l'eliminazione nel round robin del 2010.
Il 10 novembre, dopo la sconfitta di Janko Tipsarević per mano di Berdych, Mardy Fish si qualifica per il Masters.

La stagione di Mardy Fish si apre con il secondo turno a Brisbane (s. Štepánek) e a Melbourne (s. Robredo), seguita da due semifinali a Delray Beach (s. del Potro) e a Memphis (s. Raonic). Sconfitto ancora da Raonic a Indian Wells, a Miami arriva in semifinale, dove viene sconfitto da Ðokovic. Il 18 aprile entra per la prima volta in carriera nella top-10. Al Roland Garros si ferma al terzo turno, suo miglior risultato in carriera (s. Simon), e a Wimbledon fa ancora meglio, arrivando ai quarti di finale (s. Nadal). Sul cemento americano dà il meglio di sé, raggiungendo due finali a Los Angeles (s. Gulbis) e Montréal (s. Ðokovic), e vincendo il torneo di Atlanta (b. Isner). A Cincinnati arriva in semifinale, ottenendo nei quarti la sua prima vittoria in carriera contro Nadal, e agli US Open viene eliminato agli ottavi di finale da Tsonga in un match tirato. Nei tornei successivi non ottiene risultati di rilievo, anche a causa di un infortunio alla coscia che lo costringe al ritiro da Basilea e da Parigi-Bercy.

Questa è la sua prima partecipazione in assoluto alle ATP World Tour Finals.

### Doppio
| Qualificati | Qualificati                          | Qualificati            | Qualificati | Qualificati |
| Nº          | Giocatori                            | Data di qualificazione | Punti       |             |
| ----------- | ------------------------------------ | ---------------------- | ----------- | ----------- |
| 1           | Bob Bryan Mike Bryan                 | 2 settembre            | 10.100      |             |
| 2           | Michaël Llodra Nenad Zimonjić        | 2 settembre            | 7.300       |             |
| 3           | Maks Mirny Daniel Nestor             | 2 settembre            | 6.980       |             |
| 4           | Mahesh Bhupathi Leander Paes         | 14 ottobre             | 4.770       |             |
| 5           | Rohan Bopanna Aisam-ul-Haq Qureshi   | 6 novembre             | 4.650       |             |
| 6           | Robert Lindstedt Horia Tecău         | 1º novembre            | 4.040       |             |
| 7           | Jürgen Melzer Philipp Petzschner     | 12 settembre           | 4.010       |             |
| 8           | Mariusz Fyrstenberg Marcin Matkowski | 10 novembre            | 3.450       |             |

## Testa a testa

### ATP World Tour Finals 2011 – Singolare
|   |                    | Ðokovic | Nadal | Murray | Federer | Ferrer | Berdych | Tsonga | Fish | Totale |
| 1 | Novak Đoković      |         | 13–16 | 6–4    | 10–14   | 6–4    | 7–1     | 4–5    | 7–0  | 53–44  |
| 2 | Rafael Nadal       | 16–13   |       | 13–5   | 17–8    | 13–4   | 10–3    | 6–2    | 7–1  | 82–36  |
| 3 | Andy Murray        | 4–6     | 5–13  |        | 8–6     | 5–3    | 1–2     | 5–1    | 4–4  | 32–35  |
| 4 | Roger Federer      | 14–10   | 8–17  | 6–8    |         | 11–0   | 9–4     | 5–3    | 6–1  | 59–43  |
| 5 | David Ferrer       | 4–6     | 4–13  | 3–5    | 0–11    |        | 5–2     | 1–1    | 4–4  | 21–42  |
| 6 | Tomáš Berdych      | 1–7     | 3–10  | 2–1    | 4–9     | 2–5    |         | 1–0    | 0–1  | 13–33  |
| 7 | Jo-Wilfried Tsonga | 5–4     | 2–6   | 1–5    | 3–5     | 1–1    | 0–1     |        | 1–0  | 13–22  |
| 8 | Mardy Fish         | 0–7     | 1–7   | 4–4    | 1–6     | 4–4    | 1–0     | 0–1    |      | 11–29  |

### ATP World Tour Finals 2011 – Doppio
|   |                                        | Bryan | Llodra Zimonjic | Mirny Nestor | Bhupathi Paes | Bopanna Qureshi | Lindstedt Tecau | Melzer Petzschner | Fyrstenberg Matkowski | Totale |
| 1 | Bob Bryan / Mike Bryan                 |       | 2–2             | 1–0          | 3–1           | 5–1             | 1–0             | 4–0               | 15–7                  | 31–11  |
| 2 | Michaël Llodra / Nenad Zimonjić        | 2–2   |                 | 3–2          | 0–3           | 3–1             | 3–0             | 0–1               | 3–0                   | 14–9   |
| 3 | Maks Mirny / Daniel Nestor             | 0–1   | 2–3             |              | 1–3           | 0–2             | 4–1             | 1–0               | 1–0                   | 9–10   |
| 4 | Mahesh Bhupathi / Leander Paes         | 1–3   | 3–0             | 3–1          |               | 0–1             | 0–0             | 0–0               | 0–1                   | 7–6    |
| 5 | Rohan Bopanna / Aisam-ul-Haq Qureshi   | 1–5   | 1–3             | 2–0          | 1–0           |                 | 0–3             | 0–1               | 2–3                   | 7–15   |
| 6 | Robert Lindstedt / Horia Tecău         | 0–1   | 0–3             | 1–4          | 0–0           | 3–0             |                 |                   | 1–0                   | 5–9    |
| 7 | Jürgen Melzer / Philipp Petzschner     | 0–4   | 1–0             | 0–1          | 0–0           | 1–0             | 1–0             |                   | 1–1                   | 4–6    |
| 8 | Mariusz Fyrstenberg / Marcin Matkowski | 7–15  | 0–3             | 0–1          | 1–0           | 3–2             | 0–1             | 1–1               |                       | 12–23  |

## Montepremi e punti
Il montepremi totale del torneo è di 5 070 000£
| Turneo                   | Singolare | Doppio1   | Punti |
| ------------------------ | --------- | --------- | ----- |
| Campione                 | +770 000$ | +125 000$ | +500  |
| Finalista                | +380 000$ | +30 000$  | +400  |
| Round Robin (3 vittorie) | 480 000$  | 122 500$  | 600   |
| Round Robin (2 vittorie) | 360 000$  | 100 000$  | 400   |
| Round Robin (1 vittoria) | 240 000$  | 87 500$   | 200   |
| Round Robin (0 vittorie) | 120 000$  | 65 000$   | 0     |
| Alternative              | 70 000$   | 25 000$   | –     |

- 1Montepremi per tutta la squadra.

## Round Robin

### Giorno 1: 20 novembre
Lo svizzero Roger Federer ha sconfitto nella sua prima partita il francese Jo-Wilfried Tsonga con il punteggio di 6-2, 2-6, 6-4.

Lo spagnolo Rafael Nadal ha avuto la meglio sullo statunitense Mardy Fish sconfitto per 6–2, 3–6, 7–6(3)
| Incontri nella O2 arena | Incontri nella O2 arena                      | Incontri nella O2 arena                    | Incontri nella O2 arena |
| Gruppo | Vincitore                                    | Perdente                                   | Punteggio               |
| --- | -------------------------------------------- | ------------------------------------------ | ----------------------- |
| Gruppo B Doppio | Maks Mirny [3] Daniel Nestor [3]             | Rohan Bopanna [5] Aisam-ul-Haq Qureshi [5] | 7-62, 4-6, [11-9]       |
| Gruppo B Singolare | Roger Federer [4]                            | Jo-Wilfried Tsonga [6]                     | 6–2, 2–6, 6–4           |
| Gruppo B Doppio | Mariusz Fyrstenberg [8] Marcin Matkowski [8] | Michaël Llodra [2] Nenad Zimonjić [2]      | 6–4, 5–7, [11–9]        |
| Gruppo B Singolare | Rafael Nadal [2]                             | Mardy Fish [8]                             | 6–2, 3–6, 7–63          |
| Il 1º match è iniziato alle 12:15 GMT, il 2º non prima delle 14:00 GMT, il 3º non prima delle 18:15 GMT e il 4º non prima delle 20:00 GMT |                                              |                                            |                         |

### Giorno 2: 21 novembre

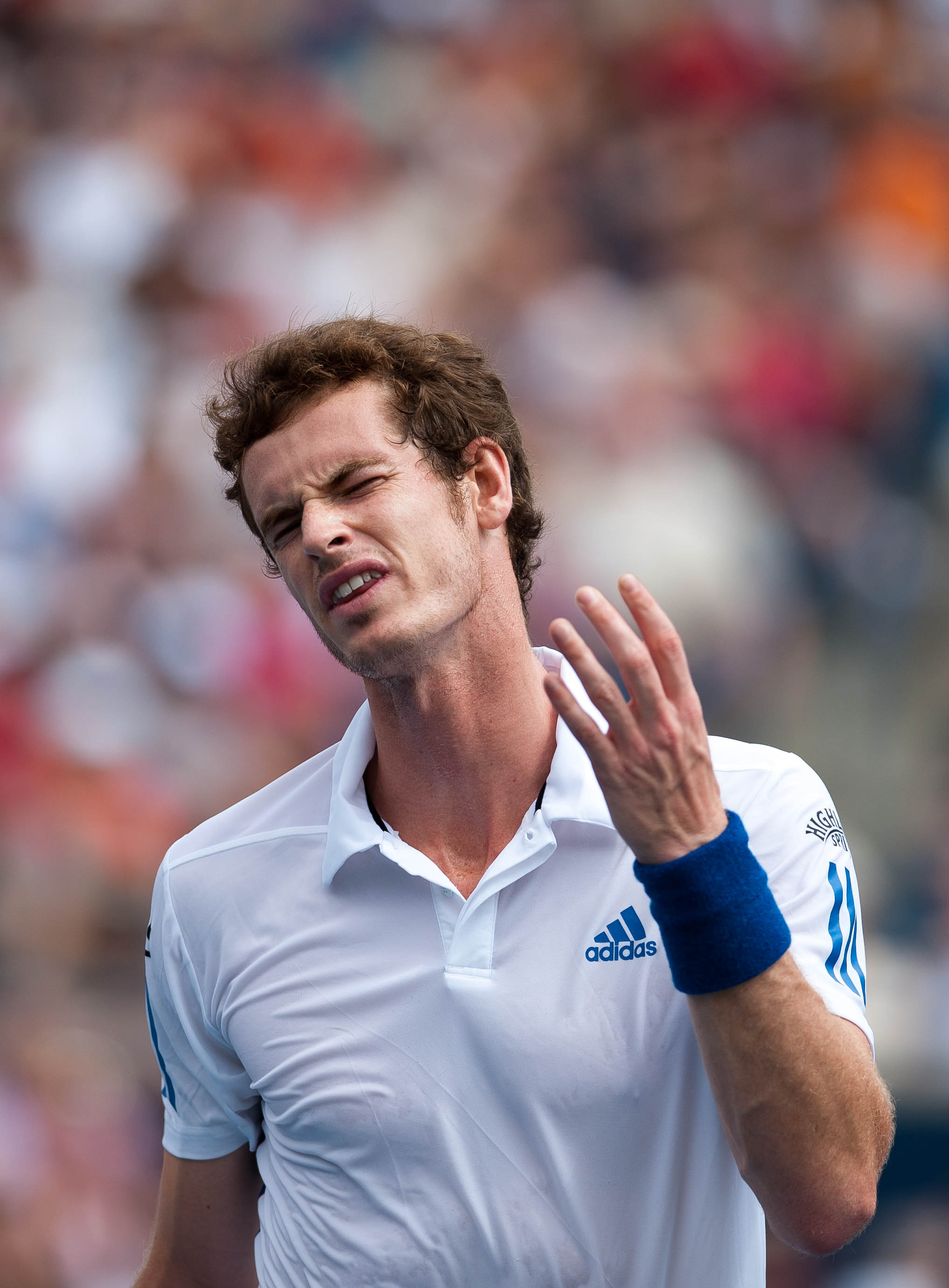
Andy Murray è stato costretto al ritiro per infortunio

Nella partita inaugurale del gruppo A lo spagnolo David Ferrer ha sconfitto lo scozzese Andy Murray per 6-4 7-5. Il serbo Novak Đoković ha sconfitto il ceco Tomáš Berdych con il punteggio di 3-6, 6-3, 7-6
| Incontri nella O2 arena | Incontri nella O2 arena              | Incontri nella O2 arena                  | Incontri nella O2 arena |
| Gruppo | Vincitore                            | Perdente                                 | Punteggio               |
| --- | ------------------------------------ | ---------------------------------------- | ----------------------- |
| Gruppo A Doppio | Robert Lindstedt [6] Horia Tecău [6] | Mahesh Bhupathi [4] Leander Paes [4]     | 7–66, 6–1               |
| Gruppo A Singolare | David Ferrer [5]                     | Andy Murray [3]                          | 6–4, 7–5                |
| Gruppo A Doppio | Bob Bryan [1] Mike Bryan [1]         | Jürgen Melzer [7] Philipp Petzschner [7] | 6–74, 7–5, [10–7]       |
| Gruppo A Singolare | Novak Đoković [1]                    | Tomáš Berdych [7]                        | 3–6, 6–3, 7–67          |
| Il 1º match è iniziato alle 12:15 GMT, il 2º non prima delle 14:00 GMT, il 3º non prima delle 18:15 GMT e il 4º non prima delle 20:00 GMT |                                      |                                          |                         |

### Giorno 3: 22 novembre
Il francese Jo-Wilfried Tsonga ha vinto il suo secondo match che lo vedeva opposto allo statunitense Mardy Fish per 7–6(4), 6–1.

Nel secondo match lo svizzero Roger Federer ha battuto nettamente il maiorchino Rafael Nadal sconfitto con il punteggio di 6-3 6-0
| Incontri nella O2 arena | Incontri nella O2 arena               | Incontri nella O2 arena                      | Incontri nella O2 arena |
| Gruppo                  | Vincitore                             | Perdente                                     | Punteggio               |
| ----------------------- | ------------------------------------- | -------------------------------------------- | ----------------------- |
| Gruppo B Doppio         | Michaël Llodra [2] Nenad Zimonjić [2] | Rohan Bopanna [5] Aisam-ul-Haq Qureshi [5]   | 7–66, 6–3               |
| Gruppo B Singolare      | Jo-Wilfried Tsonga [6]                | Mardy Fish [8]                               | 7–64, 6–1               |
| Gruppo B Doppio         | Maks Mirny [3] Daniel Nestor [3]      | Mariusz Fyrstenberg [8] Marcin Matkowski [8] | 6–4, 6–3                |
| Gruppo B Singolare      | Roger Federer [4]                     | Rafael Nadal [2]                             | 6–3, 6–0                |

### Giorno 4: 23 novembre
Il ceco Tomáš Berdych ha sconfitto in tre set il serbo Janko Tipsarević con il punteggio di 2–6, 6–3, 7–6(6).

Lo spagnolo David Ferrer ha battuto il serbo Novak Đoković concedendo solo 4 game e vincendo con il punteggio di 6–3, 6–1
| Incontri nella O2 arena | Incontri nella O2 arena              | Incontri nella O2 arena                  | Incontri nella O2 arena |
| Gruppo                  | Vincitore                            | Perdente                                 | Punteggio               |
| ----------------------- | ------------------------------------ | ---------------------------------------- | ----------------------- |
| Gruppo A Doppio         | Mahesh Bhupathi [4] Leander Paes [4] | Jürgen Melzer [7] Philipp Petzschner [7] | 7–5, 6–3                |
| Gruppo A Singolare      | Tomáš Berdych [7]                    | Janko Tipsarević [9/ALT]                 | 2–6, 6–3, 7–66          |
| Gruppo A Doppio         | Bob Bryan [1] Mike Bryan [1]         | Robert Lindstedt [6] Horia Tecău [6]     | 6–1, 6–2                |
| Gruppo A Singolare      | David Ferrer [5]                     | Novak Đoković [1]                        | 6–3, 6–1                |

### Giorno 5: 24 novembre

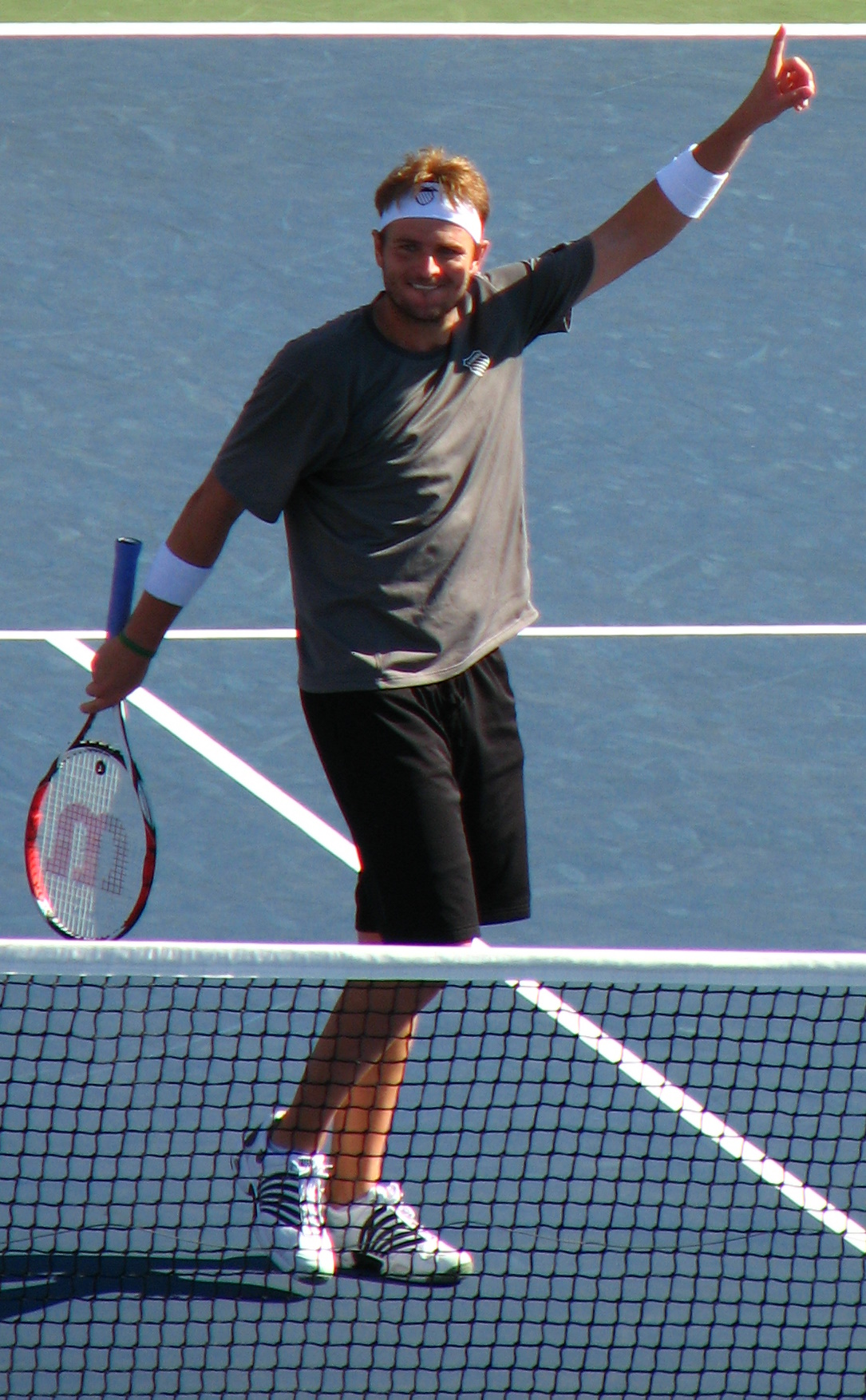
Mardy Fish non ha superato il Round Robin

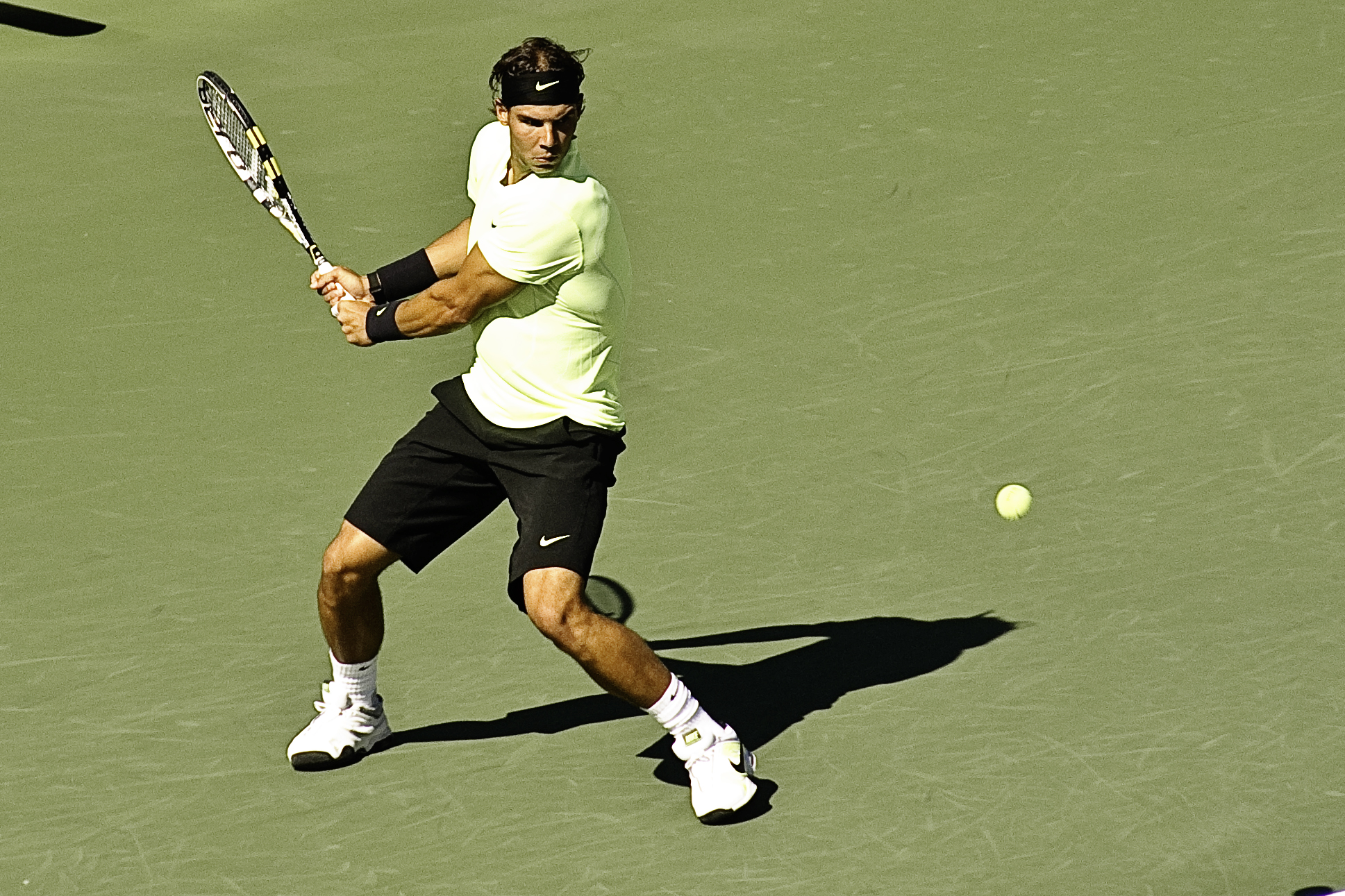
Rafael Nadal ha perso 2 incontri su 3 nel Round Robin

Lo svizzero Roger Federer ha battuto lo statunitense Mardy Fish chiudendo primo in classifica a punteggio pieno.

Nella seconda partita di singolare il francese Jo-Wilfried Tsonga ha sconfitto il maiorchino Rafael Nadal per 7-6, 3-6, 6-3 che è stato definitivamente eliminato dal torneo
| Incontri nella O2 arena | Incontri nella O2 arena                      | Incontri nella O2 arena                    | Incontri nella O2 arena |
| Gruppo                  | Vincitore                                    | Perdente                                   | Punteggio               |
| ----------------------- | -------------------------------------------- | ------------------------------------------ | ----------------------- |
| Gruppo B Doppio         | Mariusz Fyrstenberg [8] Marcin Matkowski [8] | Rohan Bopanna [5] Aisam-ul-Haq Qureshi [5] | 6–2, 6–1                |
| Gruppo B Singolare      | Roger Federer [4]                            | Mardy Fish [8]                             | 6–1, 3–6, 6–3           |
| Gruppo B Doppio         | Maks Mirny [3] Daniel Nestor [3]             | Michaël Llodra [2] Nenad Zimonjić [2]      | 4–6, 6–3, [10–7]        |
| Gruppo B Singolare      | Jo-Wilfried Tsonga [6]                       | Rafael Nadal [2]                           | 7–62, 4–6, 6–3          |

### Giorno 6: 25 novembre

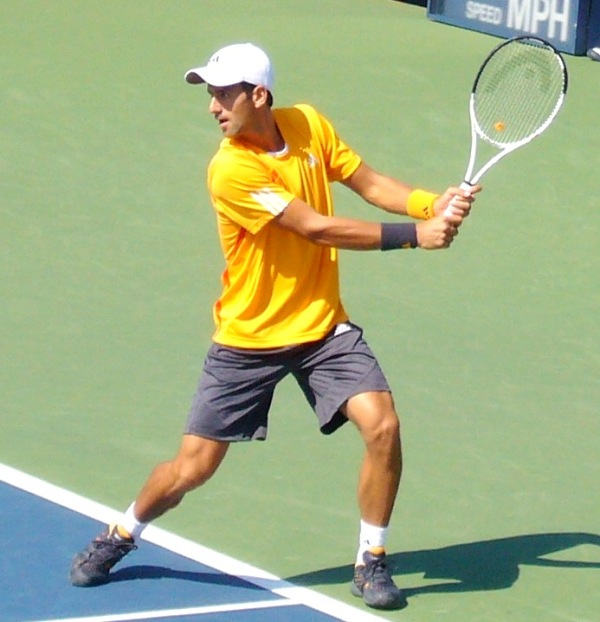
Novak Đoković ha perso 2 match nel round robin

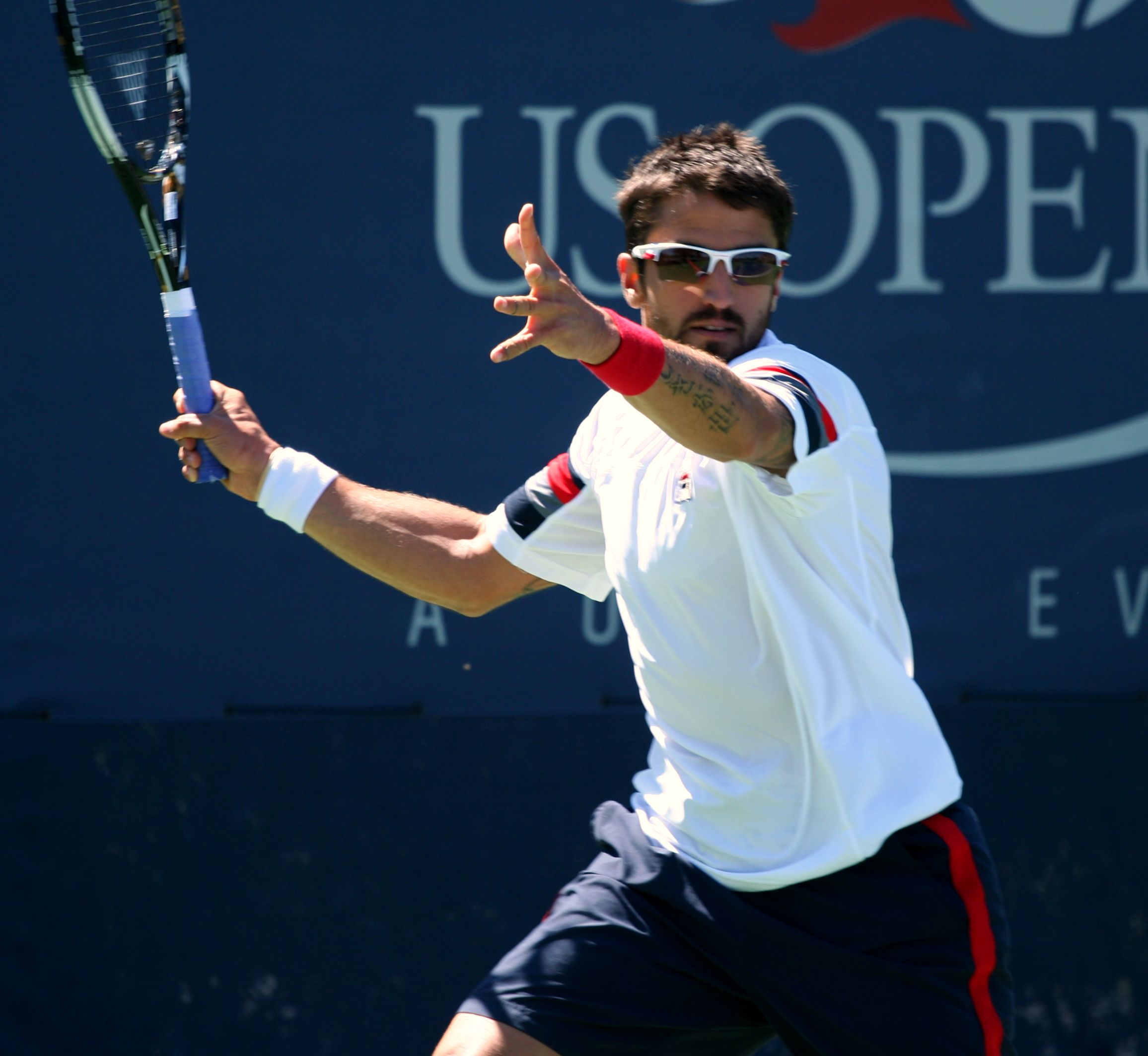
Janko Tipsarević, alternate di Andy Murray ha vinto contro Novak Đoković

Il serbo Novak Đoković ha perso contro il connazionale Janko Tipsarević che ha avuto la meglio con il punteggio di 3-6, 6-3, 6-3.

Il ceco Tomáš Berdych ha battuto lo spagnolo David Ferrer  per 3–6, 7–5, 6–1 passando alle semifinali
| Incontri nella O2 arena | Incontri nella O2 arena                  | Incontri nella O2 arena              | Incontri nella O2 arena |
| Gruppo                  | Vincitore                                | Perdente                             | Punteggio               |
| ----------------------- | ---------------------------------------- | ------------------------------------ | ----------------------- |
| Gruppo A Doppio         | Jürgen Melzer [7] Philipp Petzschner [7] | Robert Lindstedt [6] Horia Tecău [6] | 6–3, 6–4                |
| Gruppo A Singolare      | Janko Tipsarević [9/ALT]                 | Novak Đoković [1]                    | 3–6, 6–3, 6–3           |
| Gruppo A Doppio         | Mahesh Bhupathi [4] Leander Paes [4]     | Bob Bryan [1] Mike Bryan [1]         | 6–4, 6–2                |
| Gruppo A Singolare      | Tomáš Berdych [7]                        | David Ferrer [5]                     | 3–6, 7–5, 6–1           |

## Fase finale

### Giorno 7: 26 novembre

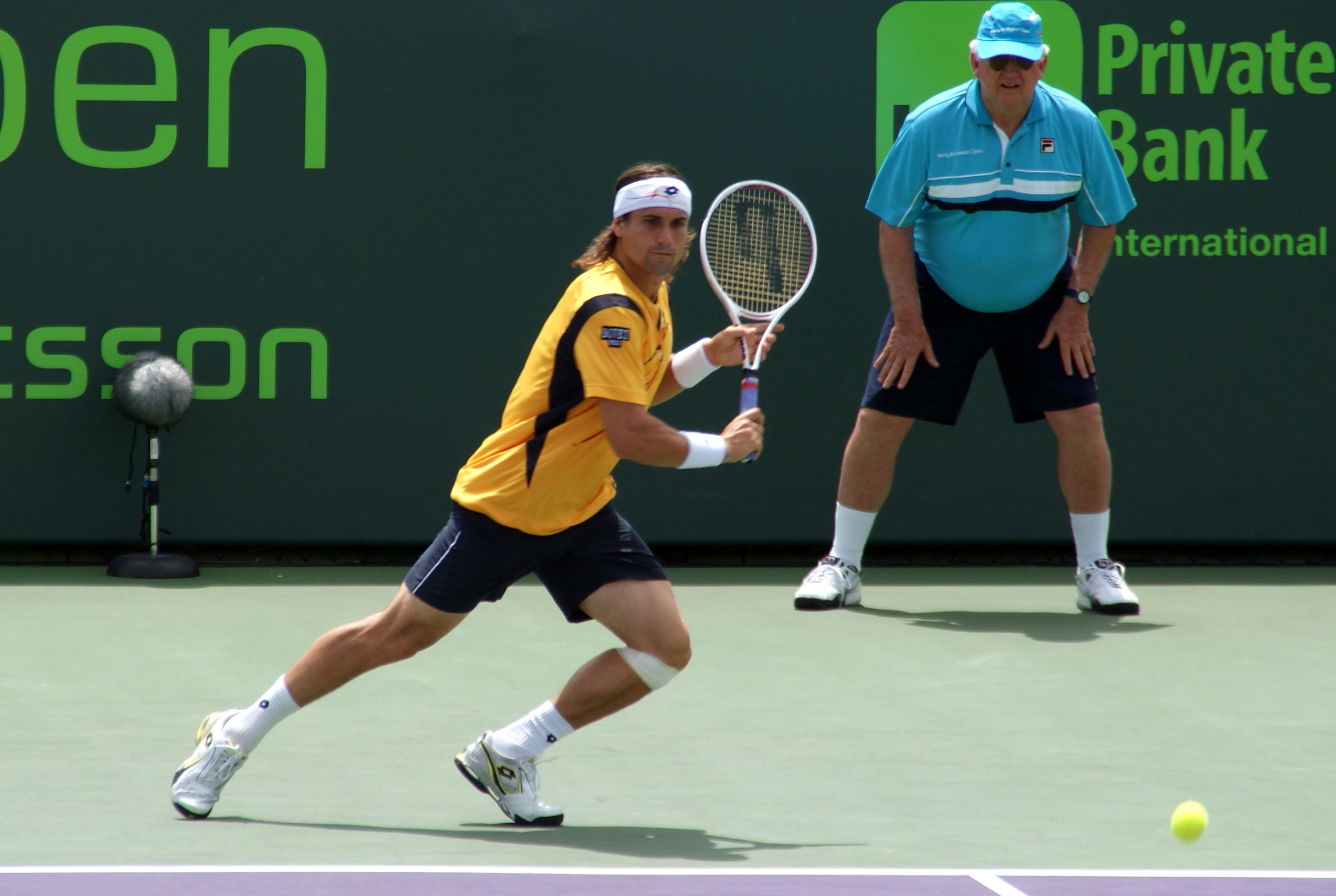
David Ferrer ha perso la sua semifinale contro Roger Federer

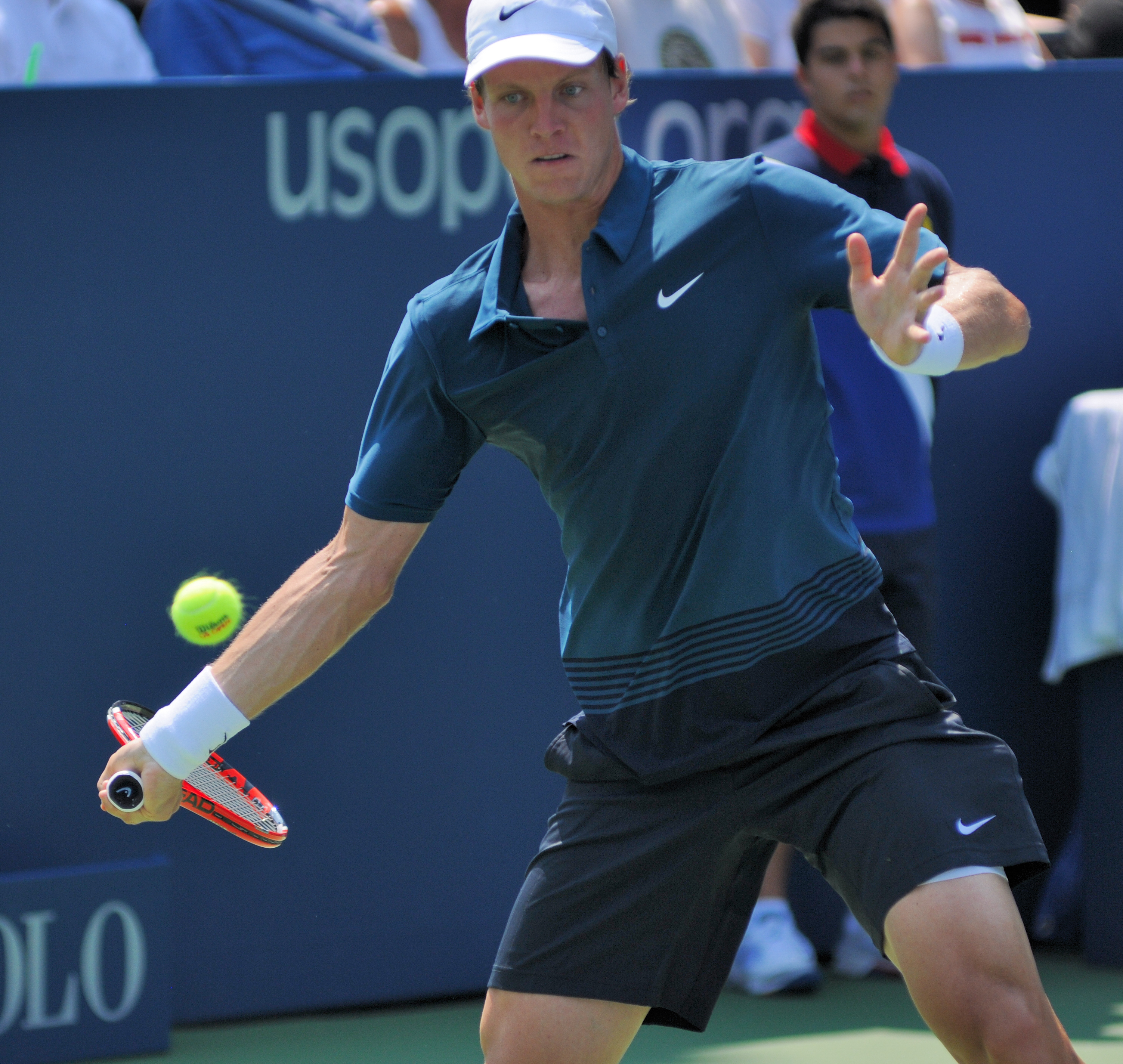
Tomáš Berdych si è fermato in semifinale nella sua prima partecipazione al Masters di fine anno

Lo svizzero Roger Federer ha eliminato dal torneo vincendo per 7-5 6-3 lo spagnolo David Ferrer

Il francese Jo-Wilfried Tsonga ha battuto in 2 set il ceco Tomáš Berdych per 6-3, 7-5 raggiungendo per la prima volta la finale del Masters in carriera
| Incontri nella O2 arena | Incontri nella O2 arena                      | Incontri nella O2 arena              | Incontri nella O2 arena |
| Gruppo                  | Vincitore                                    | Perdente                             | Punteggio               |
| ----------------------- | -------------------------------------------- | ------------------------------------ | ----------------------- |
| Semifinali Doppio       | Maks Mirny [3] Daniel Nestor [3]             | Bob Bryan [1] Mike Bryan [1]         | 7-66, 6-4               |
| Semifinali Singolare    | Roger Federer [4]                            | David Ferrer [5]                     | 7-5, 6-3                |
| Semifinali Doppio       | Mariusz Fyrstenberg [8] Marcin Matkowski [8] | Mahesh Bhupathi [4] Leander Paes [4] | 6-4, 4-6, [10-6]        |
| Semifinali Singolare    | Jo-Wilfried Tsonga [6]                       | Tomáš Berdych [7]                    | 6-3, 7-5                |

### Giorno 8: 27 novembre

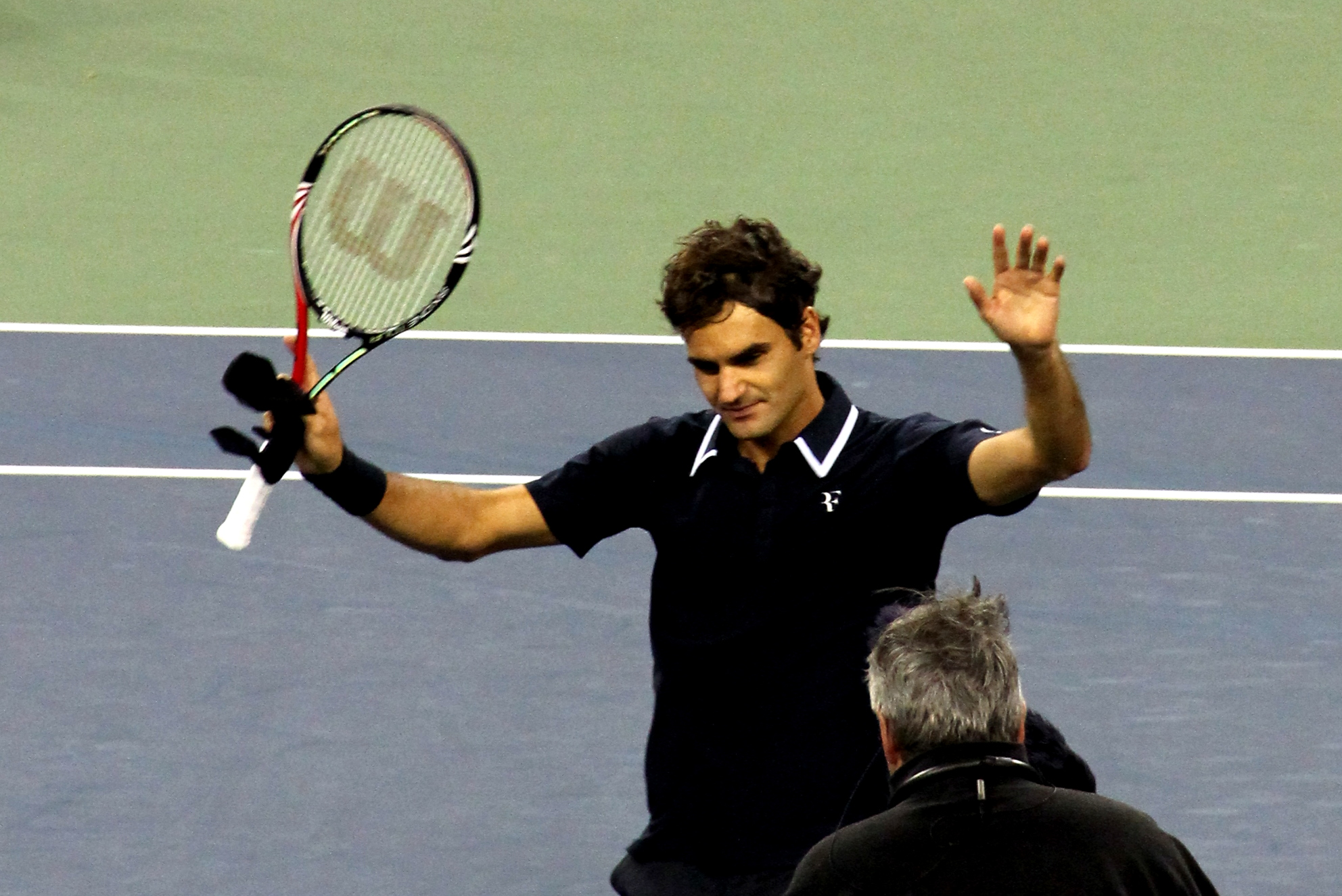
Roger Federer vince il 6º Masters della carriera, stabilendo un record assoluto

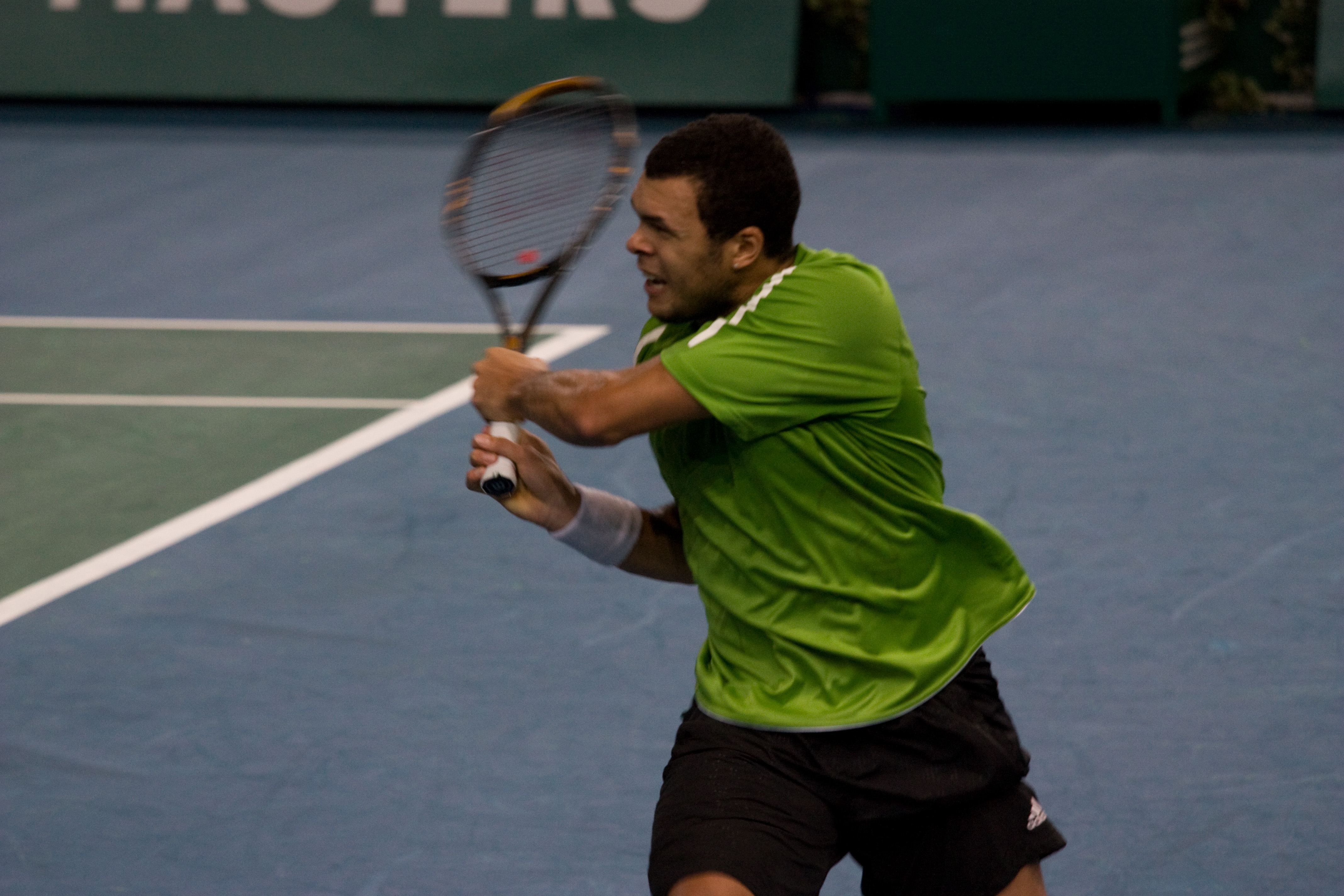
Jo-Wilfried Tsonga ha perso la finale contro Roger Federer

Lo svizzero Roger Federer ha sconfitto il francese Jo-Wilfried Tsonga che ha perso con il punteggio di 6-3 6-7 6-3. Questo è stato il sesto titolo per Federer nel torneo di fine anno
| Incontri nella O2 arena | Incontri nella O2 arena          | Incontri nella O2 arena                      | Incontri nella O2 arena |
| Gruppo                  | Vincitore                        | Perdente                                     | Punteggio               |
| ----------------------- | -------------------------------- | -------------------------------------------- | ----------------------- |
| Finale Doppio           | Maks Mirny [3] Daniel Nestor [3] | Mariusz Fyrstenberg [8] Marcin Matkowski [8] | 7–5, 6–3                |
| Finale Singolare        | Roger Federer [4]                | Jo-Wilfried Tsonga [6]                       | 6-3, 66-7, 6-3          |

## Campioni

### Singolare
|  | Semifinali | Semifinali         | Semifinali         | Semifinali | Semifinali |  |  | Finale | Finale             | Finale | Finale | Finale |  |
|  |            |                    |                    |            |            |  |  |        |                    |        |        |        |  |
|  | 7          | Tomáš Berdych      | Tomáš Berdych      | 3          | 5          |  |  |        |                    |        |        |        |  |
|  | 6          | Jo-Wilfried Tsonga | Jo-Wilfried Tsonga | 6          | 7          |  |  | 6      | Jo-Wilfried Tsonga | 3      | 7      | 3      |  |
|  | 5          | David Ferrer       | David Ferrer       | 5          | 3          |  |  | 4      | Roger Federer      | 6      | 6      | 6      |  |
|  | 4          | Roger Federer      | Roger Federer      | 7          | 6          |  |  |        |                    |        |        |        |  |

### Doppio
|  | Semifinali | Semifinali                           | Semifinali               | Semifinali | Semifinali |  |  | Finale | Finale                               | Finale                               | Finale | Finale |  |
|  |            |                                      |                          |            |            |  |  |        |                                      |                                      |        |        |  |
|  | 4          | Mahesh Bhupathi Leander Paes         | 4                        | 6          | [6]        |  |  |        |                                      |                                      |        |        |  |
|  | 8          | Mariusz Fyrstenberg Marcin Matkowski | 6                        | 4          | [10]       |  |  | 8      | Mariusz Fyrstenberg Marcin Matkowski | Mariusz Fyrstenberg Marcin Matkowski | 5      | 3      |  |
|  | 3          | Daniel Nestor Maks Mirny             | Daniel Nestor Maks Mirny | 7          | 6          |  |  | 3      | Maks Mirny Daniel Nestor             | Maks Mirny Daniel Nestor             | 7      | 6      |  |
|  | 1          | Bob Bryan Mike Bryan                 | Bob Bryan Mike Bryan     | 6          | 4          |  |  |        |                                      |                                      |        |        |  |